# Tenda (Francia)
Tenda (in francese Tende, in piemontese, ligure e brigasco Tenda) è un comune francese di 2.102 abitanti situato nel dipartimento delle Alpi Marittime nella regione della Provenza-Alpi-Costa Azzurra.
Nei pressi di Tenda si trova il sito preistorico, conosciuto come "Valle delle Meraviglie" (Vallée des Merveilles), di primaria importanza per le numerose incisioni rupestri risalenti con ogni probabilità all'età del bronzo. Fu ceduta dall'Italia alla Francia, insieme alla maggior parte del territorio della vicina Briga Marittima, dopo la seconda guerra mondiale, in virtù del trattato di Parigi del 1947.
Il comune fa parte della regione geografica italiana, trovandosi all'interno del bacino idrografico del fiume Roia.

## Storia
La storia del comune è intimamente legata a quella dell'omonima contea, della quale Tenda fu per secoli il capoluogo.
Il territorio ha fatto da sempre parte della Liguria sotto l'Impero Romano, nel Regno longobardo e nel Regnum Italiae formatosi con Carlo Magno.
Citata a partire dall'XI secolo con il suo nome italiano attuale, Tenda era al tempo dipendente dalla contea di Ventimiglia. Nel 1261 Guglielmo Pietro I di Ventimiglia, signore di Tenda, sposò Eudossia Lascaris, sorella dell'imperatore bizantino, Giovanni Lascaris. I figli presero il nome di Lascaris di Ventimiglia.
Dal XIII al XVI secolo Tenda appartenne alla famiglia Lascaris di Ventimiglia. Nel 1509 passò, per matrimonio, ad un principe di Savoia, Renato di Savoia-Villars, il cui ramo si estinse nel 1754. La Contea passò pertanto ai Savoia del ramo principale, ai quali rimase sino al 1946, fatto salvo il periodo della rivoluzione francese e quello napoleonico, durante i quali fu soggetta alla Francia.
A seguito degli accordi di Plombières del 1858 tra Napoleone III e Cavour per la seconda guerra di indipendenza, ne fu prevista la cessione alla Francia, assieme a tutto il territorio dell'ex Contea di Nizza e a Briga Marittima. Al termine del conflitto, vittorioso per le armate franco-piemontesi, vi fu tenuto un plebiscito che confermasse gli accordi e che risultò favorevole alla Francia.
Tuttavia, le alte gerarchie della Regia Armata Sarda, per motivi strategici, fecero pressioni sulla politica contro la cessione di alcuni territori posti a cavallo di vallate o valichi alpini. Così Napoleone III finì per rinunciare all'annessione di Tenda e di Briga. Per giustificare pubblicamente la rinuncia si disse che i territori interessati facevano parte dei "territori di caccia" della corona sabauda, mentre in realtà questi si trovavano molto più a nord (Mollières) e nelle valli Tinea e Vesubia.
Il comune di Tenda, fino ad allora parte della provincia di Nizza, venne assegnato a quella di Cuneo. Per limitare l'isolamento dell'alta val Roia e potenziare il collegamento tra la pianura Padana ed il mar Ligure tra il 1878 ed il 1882 fu costruito il traforo stradale del Colle di Tenda. Il miglioramento della rete di comunicazione favorì la nascita di nuove iniziative economiche, come piccole officine, le centrali idroelettriche di Mesce e Paganin. Queste nuove realtà andavano così ad affiancarsi a tutte quelle attività tradizionali come la pastorizia, e l'estrazione mineraria di blenda, galena argentifera, pietra verde e sabbia quarzifera presso le cave di Vallauria. Le difficili condizioni economiche che da secoli affligevano la vallata spinsero parte della popolazione tendasca, a partire dalla seconda metà del XIX secolo, a migrare stagionalmente o permanentemente verso la Costa Azzurra e la Francia. I grandi lavori pubblici che interessarono la val Roia nella prima metà del XX secolo ed il conseguente arrivo nel 1913 della ferrovia proveniente da Cuneo favorì l'apertura di alberghi e ristoranti dando il via ad un primo sfruttamento turistico delle bellezze naturali dell'alta val Roia. Nel 1928 la ferrovia fu interamente completata, consentendo i collegamenti ferroviari sia con il Piemonte che con la Liguria e Nizza.
Il 25 aprile 1945, una volta ritiratesi le truppe nazifasciste, Tenda fu liberata dai partigiani italiani della V Brigata "Luigi Nuvoloni", salvo poi essere occupata il giorno seguente dal 29º reggimento tirailleurs algériens v'instaurò un'amministrazione francese e intimò il disarmo delle stesse formazioni partigiane. Nello stesso giorno un comitato gollista iniziò un'intensa attività di propaganda per chiedere un plebiscito, peraltro già organizzato dalle stesse autorità di Parigi, per l'annessione di Tenda e Briga Marittima alla Francia. Il 29 aprile venne così organizzata una votazione, con emigrati tendaschi fatti appositamente venire dal territorio francese per votare e con le schede che indicavano come unica alternativa all'annessione l'astensione. Il 30 maggio dello stesso anno, dopo l'arrivo in loco delle truppe alleate, le manovre annessionistiche transalpine vennero temporaneamente fermate e l'amministrazione di Tenda tornò nelle mani del CLN italiano. Pochi giorno dopo le truppe di De Gaulle fecero nuovamente ammainare la bandiera italiana (assieme a quelle statunitense e britannica) per innalzare il Tricolore francese. Il 15 luglio infine il municipio tendasco tornò nuovamente sotto il controllo italiano. Nella primavera del 1946 fu riaperto al traffico il traforo stradale del Colle di Tenda.
In seguito alla firma del governo italiano del trattato di pace di Parigi del 10 febbraio 1947, entrato poi in vigore il 15 settembre successivo, Tenda fu ceduta alla Francia. Poiché la Costituzione della Quarta Repubblica francese imponeva che non vi fossero acquisizioni territoriali senza il consenso delle popolazioni interessate, anche se Tenda era già controllata militarmente e amministrativamente dalla Francia, che ne aveva ottenuta la cessione dall'Italia a seguito della firma del Trattato di pace, le autorità francesi diedero corso a una consultazione referendaria fra la popolazione per la scelta tra Francia ed Italia, che si svolse il 12 ottobre 1947. Al voto furono ammessi solo i cittadini residenti nella zona al momento del referendum, quelli con almeno un genitore nato nei paesi interessati e quelli che potevano dimostrare di aver avuto un domicilio precedente alla presa del potere del fascismo in Italia nel 1922. Vennero così esclusi dal voto una parte degli abitanti che si erano rifugiati in Italia, circa 340 elettori facendo confronto col voto per la Costituente dell’anno prima. Nonostante ciò il numero dei votanti non cambiò: questo perché furono ammesse al voto persone nate a Tenda ma che non erano più ivi residenti. Il risultato fu un'adesione quasi unanime (93,95%) alla Francia: su 1538 votanti, 1445 voti andarono alla scelta "francese" e 76 a quella "italiana", mentre vi furono 78 astensioni.

### Risultati dei plebisciti
| Tenda                       | 15 aprile 1860 | 389 | 389 | 388 | 1 | 0 |
| Fonte: Risultati plebiscito |                |     |     |     |   |   |

| Tenda                                               | 12 ottobre 1947 | 1 616 | 1 538 | 1 445 | 76 | 17 |
| Fonte: cfr. Ugo 1989, p. 172 e Risultati plebiscito |                 |       |       |       |    |    |

### Benedetto Croce e Tenda
Nel suo discorso del 24 luglio 1947 all'Assemblea Costituente contro la ratifica del Trattato di pace, Benedetto Croce affermò: «E perfino le avete come ad obbrobrio strappati pezzi di terra del suo fronte occidentale da secoli a lei congiunti e carichi di ricordi della sua storia».

### Simboli
Secondo le fonti più antiche il Comune di Tenda porterebbe: «di rosso al capo d'oro», stemma della famiglia Ventimiglia feudataria del luogo (in seguito divenuta Lascaris di Ventimiglia), di questo stemma (timbrato da corona da conte), fu richiesta la concessione alla Consulta araldica negli anni '30 (allora Tenda apparteneva al Regno d'Italia); la richiesta fu respinta in seguito al parere negativo della Commissione araldica piemontese, competente per territorio, in quanto «… non può un comune (come pure una famiglia) portare stemma di un casato, sia pure estinto; né presenta [il Comune di Tenda] documento che chiaramente dimostrino che i Lascaris antichi signori di Tenda abbiano concesso 'ex-privilegio' a quel luogo di portare il loro stemma». In alternativa fu proposto uno stemma: «di rosso; al capo d'oro, con la lettera maiuscola T, di nero attraversante sul tutto» e con ornamenti da Comune, arme concessa al Comune di Tenda con Regio decreto del 2 marzo 1931 e lettere patenti del 15 ottobre 1931.
Dopo il passaggio di Tenda alla Francia lo stemma concesso venne abbandonato ma sulle fonti non vi è unanimità su quale è l'emblema usato, se il semplice stemma dei Ventimiglia oppure l'arme "matrimoniale" di Anna Lascaris-Ventimiglia e Renato di Savoia: «Inquartato: al 1º e al 4º di rosso, alla croce d'argento, alla cotissa di nero sul tutto (Renato di Savoia); al 2º e al 3º controinquartato, al 1º e al 4º d'oro all'aquila di nero coronata dello stesso, al 2º e al 3º di rosso; al capo d'oro (Lascaris-Ventimiglia)»; quest'ultimo risulta però presente all'ingresso dell'Hôtel de Ville.

Stemma dei Ventimiglia
Arme matrimoniale di Anna Lascaris-Ventimiglia e Renato di Savoia
Stemma concesso nel 1931
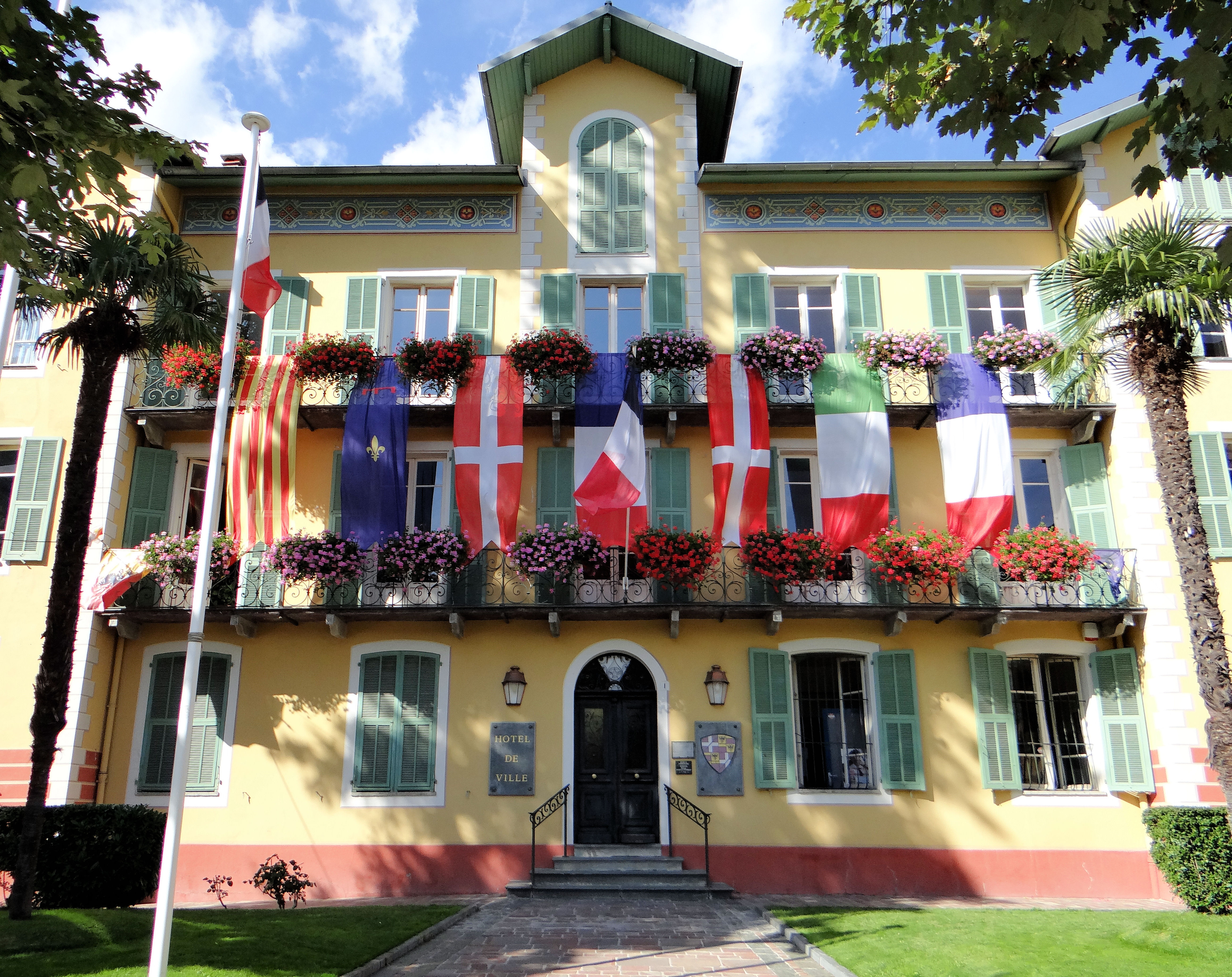
Facciata dell'Hôtel de Ville con lo stemma Savoia-Lascaris.

## Monumenti e luoghi d'interesse

### Architetture militari
- Castello dei Lascaris, costruito nel XIII secolo dai Lascaris, conti di Tenda, poi venne abbattuto nel 1692 dal maresciallo Catinat durante la Guerra della Grande Alleanza e mai più ricostruito. Tuttora la torre rimasta funziona da orologio.

### Architetture religiose
- Collegiata di Nostra Signora Assunta, costruita per volontà del conte di Tenda Onorato Lascaris verso la fine del XV secolo sulle vestigia di un edificio preesistente distrutto da un incendio appiccato dal mercenario catalano Juàn Lopez. Consacrata da monsignor Fregoso, vescovo di Ventimiglia, nel 1518. Il portale è in stile rinascimentale in pietra verde di Tenda e fu costruito solo nel 1562. All'interno si trova un organo tuttora utilizzato costruito da Carlo Serassi.
- Cappella dei Penitenti Neri, o della Misericordia, edificata nel 1675 e dedicata alla Misericordia e alla decollazione di San Giovanni Battista, presenta all'interno un organo Valoncini offerto nel 1902 dal canonico Antonio Guidi, curato di Nizza. Un orologio a bulbo barocco domina l'edificio.
- Cappella dei Penitenti Bianchi, o dell'Annunciazione, consacrata nel 1621 e dedicata all'Annunciazione e all'Ascensione del Signore, è un vero gioiello dell'architettura barocca e classificata Monumento Storico.
- Cappella dell'Annunciazione, situata presso l'antica porta settentrionale del borgo, custodisce al suo interno alcuni affreschi del XV secolo attribuiti al pittore piemontese Giovanni Baleison.
- Cappella di San Salvatore

### Architetture civili
- Monumento ai Caduti, opera dello scultore Gaetano Orsolini, fu inaugurato l'11 luglio 1926 per commemorare i morti tendaschi della prima guerra mondiale[15]. Sulle basi del manufatto, che raffigura un soldato italiano, si trovano due lapidi; una riporta i caduti nella Grande Guerra, l'altra i morti nella seconda guerra mondiale, nella guerra di Liberazione e nella guerra d'Algeria.
- Monumento agli Alpini, inaugurato nel 1913 e dedicato ai soldati di Tenda morti in Libia durante la guerra italo-turca, è anch'esso opera dello scultore Orsolini[16].

## Società

### Evoluzione demografica
Abitanti censiti

### Lingue e dialetti

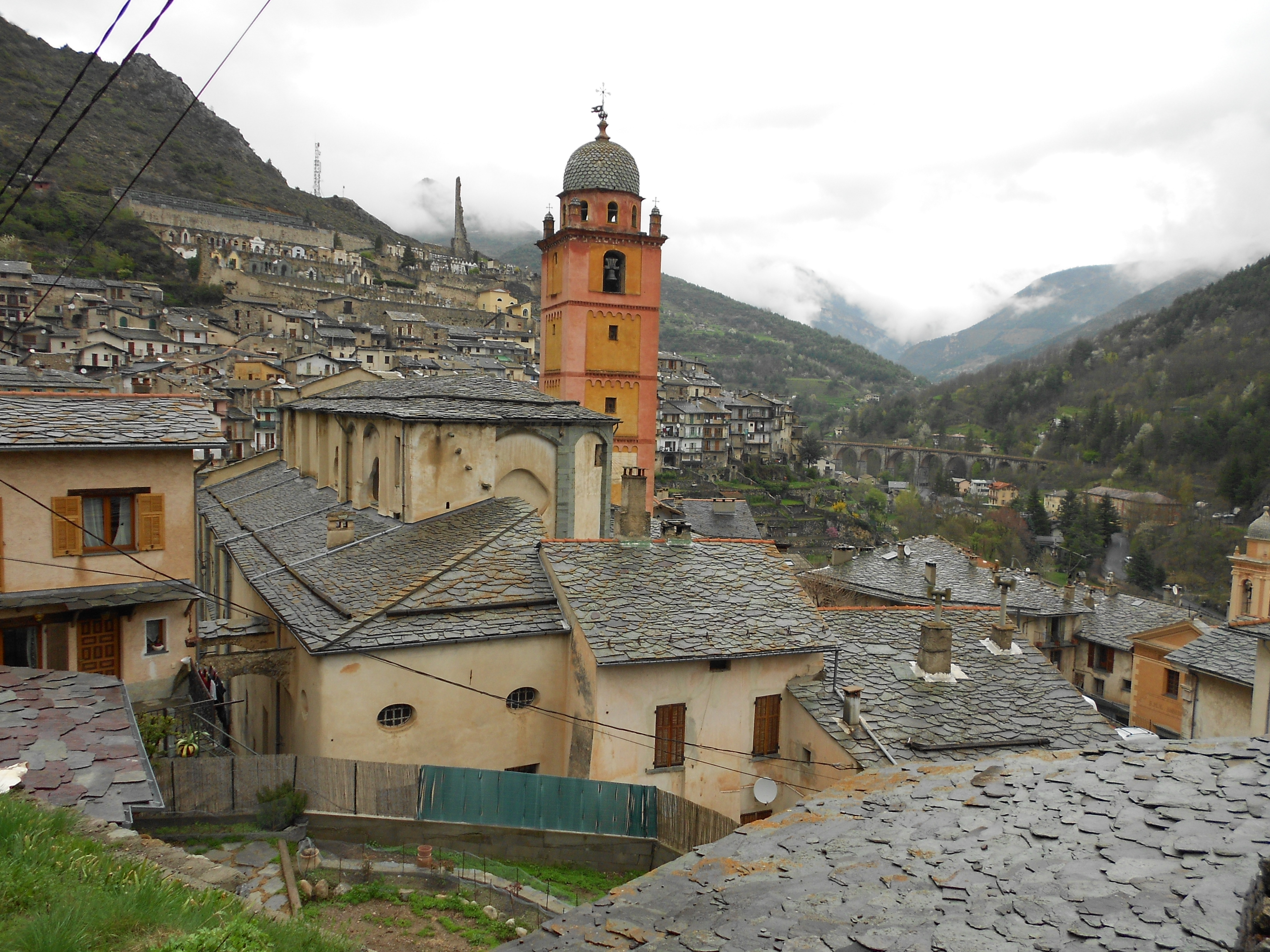
Caratteristici tetti in ardesia a Tenda, un tipo di copertura frequente in Liguria nelle case tradizionali

Il tendasco è una parlata ligure nella quale si possono trovare parole come:
| Italiano     | Tendasco (grafia dipendente dal francese) | Pronuncia                                               |
| ------------ | ----------------------------------------- | ------------------------------------------------------- |
| il           | ar                                        | arl (la "r" tende ad avere una pronuncia velare)        |
| camino       | camin                                     | camin                                                   |
| rifugio      | chabotou                                  | sciabottu                                               |
| le tre       | lei trei ouré                             | lei trei ure (la "r" davanti a "ou" si pronuncia lunga) |
| un tendasco  | ar tendasqou                              | tendascu                                                |
| "grazie"     | marchi                                    | marlchi                                                 |
| "buongiorno" | bondi                                     | bundì                                                   |

## Geografia antropica

### Località
- Casterino[18]
- Vievola[19][20]  (già Viève, ora Viévola)
- La Pia (Granges de la Pie)
- La miniera di Vallauria (La minière-de-Vallaure)
- San Dalmazzo di Tenda (Saint-Dalmas-de-Tende)
- Granile
- Merlo

## Infrastrutture e trasporti

### Strade
Il centro di Tenda è attraversato dalla D6204 che consente il collegamento a nord con l'Italia tramite il traforo stradale del Colle di Tenda e a sud con Fontan e la media valle del Roia.

### Ferrovie
Tenda dispone di una propria fermata ferroviaria lungo la linea internazionale Cuneo-Ventimiglia.
Sulla medesima linea, nel territorio comunale sono presenti anche due fermate a servizio delle frazioni di San Dalmazzo di Tenda e Vievola, caratterizzate da un servizio più limitato.

## Amministrazione
| Periodo | Periodo   | Primo cittadino        | Partito           | Carica  | Note                                           |
| ------- | --------- | ---------------------- | ----------------- | ------- | ---------------------------------------------- |
| 1872    | ?         | Ghio                   |                   | Sindaco |                                                |
| 1881    | ?         | Alessandro Guidi       |                   | Sindaco |                                                |
| 1887    | 1889      | Giovanni Battista Ghio |                   | Sindaco |                                                |
| 1892    | ?         | Piero Lanza            |                   | Sindaco |                                                |
| 1902    | ?         | Francesco Ghio         |                   | Sindaco |                                                |
| 1935    | ?         | Rossi                  | PNF               | Sindaco | Podestà                                        |
| 1940    | 1942      | Giuseppe Maro          | PNF               | Sindaco | Podestà                                        |
| 1943    | 1945      | Pietro Dalmasso        | PNF poi PFR       | Sindaco | Podestà                                        |
| 1946    | 1946      | Angelo Durero          |                   | Sindaco |                                                |
| 1947    | 1947      | Giacomo Lombardi       |                   | Sindaco | Commissario prefettizio italiano               |
| 1947    | 1949      | André Carabalona       |                   | Sindaco | Nominato dal governo francese                  |
| 1949    | 1953      | Pierre Dalmasso        |                   | Sindaco |                                                |
| 1953    | 1965      | Marius Barucchi        |                   | Sindaco |                                                |
| 1965    | 1971      | Aimable Gastaud        | RGR poi CD        | Sindaco |                                                |
| 1971    | 2001      | José Balarello         | DL                | Sindaco | Senatore delle Alpi Marittime dal 1984 al 2008 |
| 2001    | in carica | Jean-Pierre Vassallo   | UDF-DL poi UMP-LR | Sindaco |                                                |

### Gemellaggi
- Narzole, dal 1992

## Galleria d'immagini

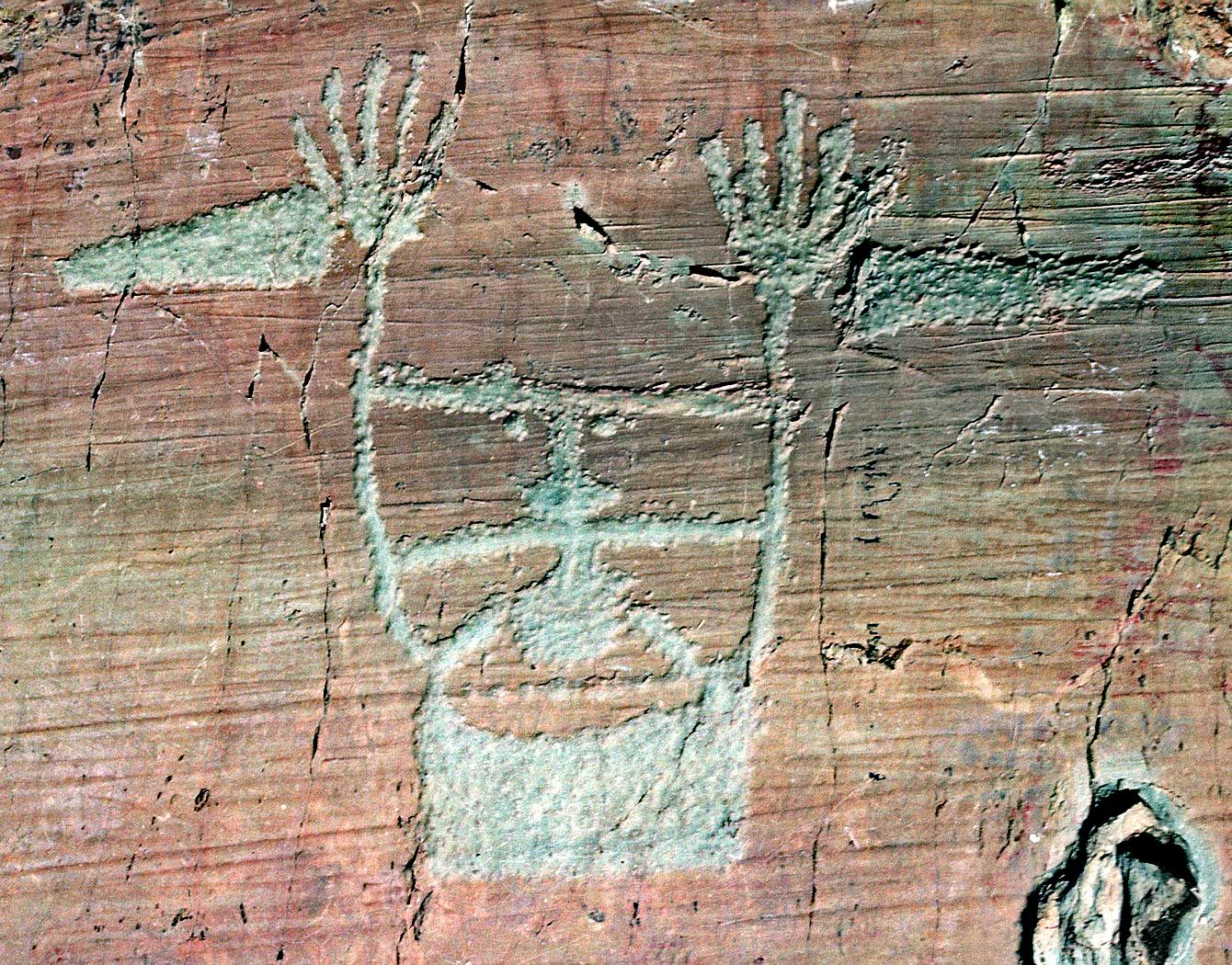
Incisione rupestre risalente all'età del bronzo. "Valle delle Meraviglie" vicino a Tenda.
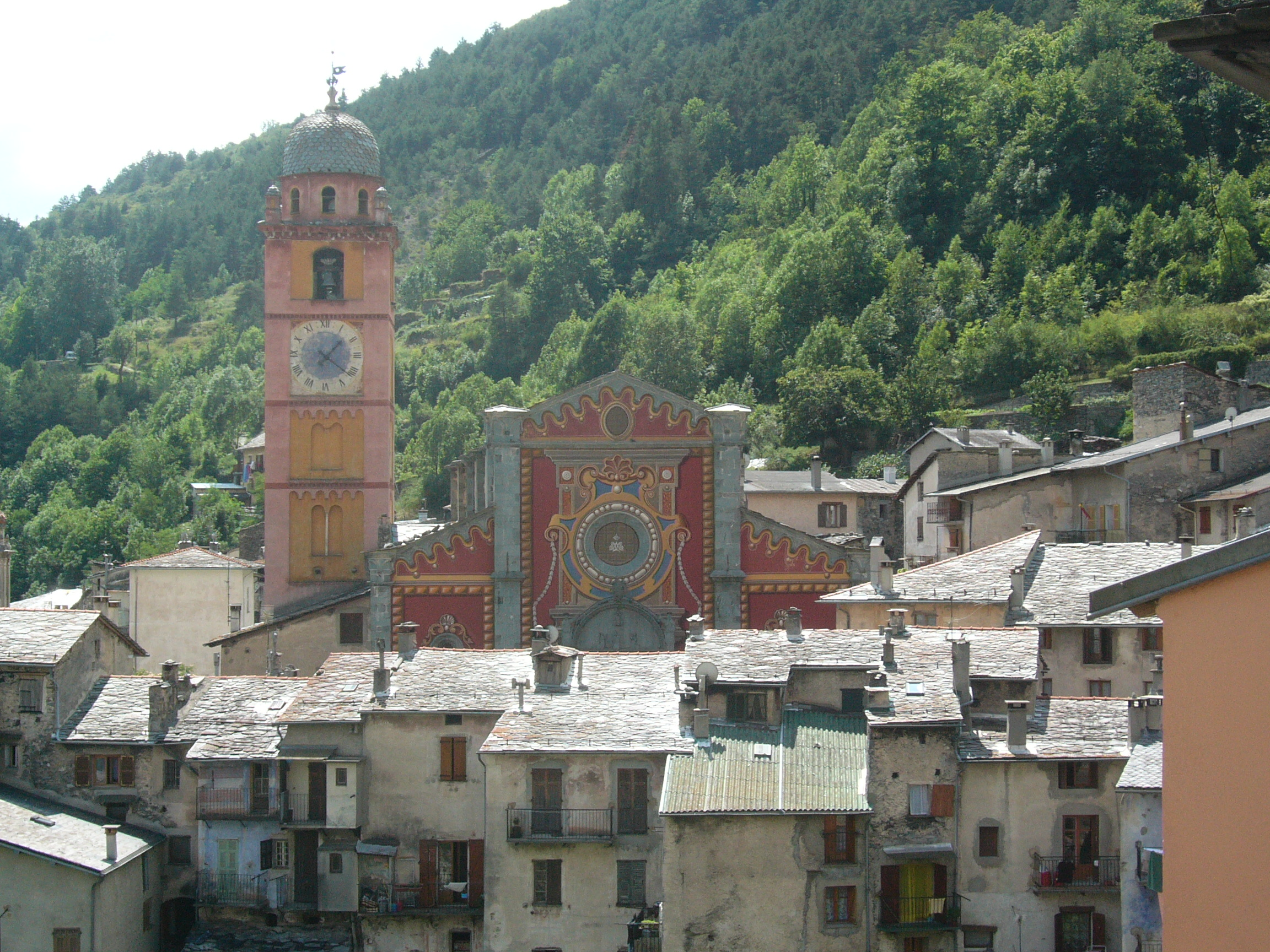
Scorcio sul centro storico del paese di Tenda.
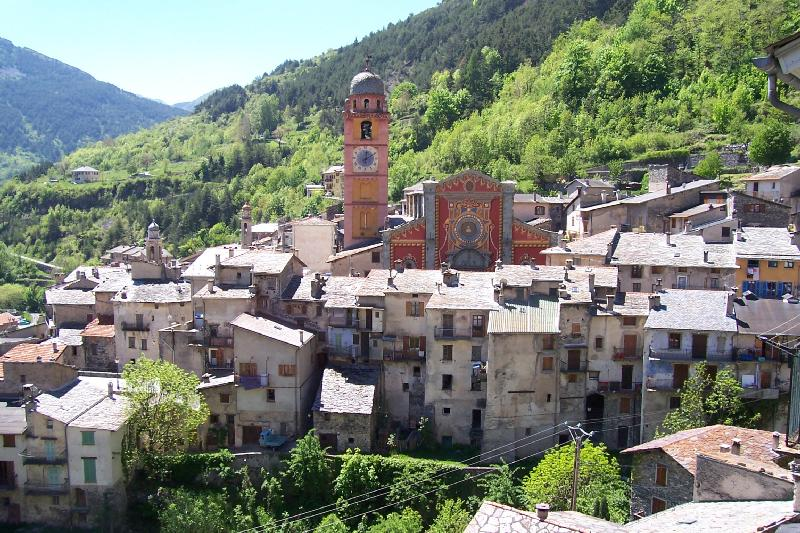
Vista di Tenda con il campanile della cattedrale.
Mappa che evidenzia i territori della contea di Nizza ceduti alla Francia nel 1860, a seguito dell'alleanza franco-sardo-piemontese del 1859 nella seconda guerra d'indipendenza italiana.